# Associazione Calcio Reggiana 1936-1937
Questa pagina raccoglie i dati riguardanti l'Associazione Calcio Reggiana nelle competizioni ufficiali della stagione 1936-1937.

## La stagione
Nella stagione 1936-1937 la Reggiana disputa il girone B del campionato di Serie C, ed è il peggiore della Reggiana negli anni trenta.
Le partenze del portiere Pietro Ferrari al Bologna, di Giovanni Gaddoni al Piacenza e di Otello Zironi al Modena, non vengono compensate dai nuovi arrivati Dario Susmel, Cesare Lionnard e Giuseppe Lanzone, il cannoniere stagionale è Alessandro Fornasaris, autore di diciassette reti, buono anche il bottino di Amerigo Salati con sette centri al pari di Arturo Benelli.
Un attacco quello granata che con 57 reti è comunque il migliore del torneo. Nei doppi panni di calciatore e allenatore reggiano Italo Rossi disputa anche sette partite e realizza due reti.
I granata non ingranano e i tifosi a marzo, dopo tre sconfitte consecutive, scrivono lettere di protesta a "Il Solco fascista", scontenti delle prestazioni della squadra. Chiedono anche il nuovo stadio civico promesso. Al termine del campionato la Reggiana sarà quinta con 32 punti in classifica con gli stessi punti di Pro Patria e Falck di Sesto San Giovanni.

## Divise
| Prima divisa | Seconda divisa |

## Rosa
| N. |                   | Ruolo | Calciatore            |
| -- | ----------------- | ----- | --------------------- |
|    | Italia (bandiera) | D     | Carlo Benelli         |
|    | Italia (bandiera) | A     | Arturo Benelli        |
|    | Italia (bandiera) | A     | Gino Benelli          |
|    | Italia (bandiera) | D     | Milo Campari          |
|    | Italia (bandiera) | C     | Nellusco Campari      |
|    | Italia (bandiera) | C     | Alessandro Codeluppi  |
|    | Italia (bandiera) | D     | Giulio Colombi        |
|    | Italia (bandiera) | A     | Giulio Ferrari        |
|    | Italia (bandiera) | C     | Vivaldo Fornaciari    |
|    | Italia (bandiera) | A     | Alessandro Fornasaris |
|    | Italia (bandiera) | A     | Giuseppe Lanzone      |

| N. |                   | Ruolo | Calciatore        |
| -- | ----------------- | ----- | ----------------- |
|    | Italia (bandiera) | A     | Cesare Lionnard   |
|    | Italia (bandiera) | C     | Giuseppe Marchi   |
|    | Italia (bandiera) | D     | Ettore Mazzotti   |
|    | Italia (bandiera) | C     | Quirino Montanari |
|    | Italia (bandiera) | C     | Vivante Montanari |
|    | Italia (bandiera) | P     | Nevio Prati       |
|    | Italia (bandiera) | A     | Italo Rossi       |
|    | Italia (bandiera) | C     | Amerigo Salati    |
|    | Italia (bandiera) | D     | Andrea Scaccini   |
|    | Italia (bandiera) | P     | Dario Susmel      |
|    | Italia (bandiera) | D     | Arnaldo Vighi     |

## Risultati

### Girone di andata
| Arbitro: | Melioli (Genova) |

|                      |           |                |
| Fornaciari 6’ (aut.) | Marcatori | 40’ Fornasaris |

| Arbitro: | Sorbi (Firenze) |

|                |           |                |
| A. Benelli 77’ | Marcatori | 12’, 24’ Galli |

| Arbitro: | Savio (Torino) |

|               |           |                          |
| Cremonesi 86’ | Marcatori | 43’ Rossi 65’ Fornasaris |

| Arbitro: | Zavattaro (Casale Monferrato) |

|                                                  |           |                            |
| Lanzone 20’, 67’ A. Benelli 26’ Q. Montanari 85’ | Marcatori | 7’ Albero 28’, 43’ Morelli |

| Arbitro: | Tognazzi (Novara) |

|            |           |                |
| Salari 20’ | Marcatori | 88’ G. Benelli |

| Arbitro: | Cappelli (Trieste) |

|  |           |                 |
|  | Marcatori | 15’ De Stefanis |

| Arbitro: | Tiberio (Gorizia) |

|                                            |           |  |
| Lanzone 44’ Fornasaris 57’, 60’ Salati 59’ | Marcatori |  |

| Arbitro: | Coletti (Treviso) |

|                |           |                  |
| Arienti II 79’ | Marcatori | 77’ (rig.) Rossi |

| Arbitro: | Bettucchi (Padova) |

|                             |           |  |
| Lionnard 35’ A. Benelli 44’ | Marcatori |  |

| Arbitro: | Marini (Verona) |

|                                     |           |                               |
| Gerosa 25’, 55’ Negro 30’, 60’, 70’ | Marcatori | 10’ Ferrari 75’, 80’ Lionnard |

| Arbitro: | Pecchiura (Torino) |

|                                            |           |  |
| Ferrari 42’ A. Benelli 47’ Salati 80’, 81’ | Marcatori |  |

| Arbitro: | Zavattaro (Casale Monferrato) |

|                    |           |            |
| Tremolada 12’, 71’ | Marcatori | 57’ Marchi |

| Arbitro: | Giamboni (Venezia) |

|                       |           |  |
| Salati 8’ Lanzone 68’ | Marcatori |  |

| Arbitro: | Forni (Trento) |

|            |           |                |
| Grandi 65’ | Marcatori | 35’ Fornasaris |

| Arbitro: | Brunelli (Bologna) |

|                                          |           |  |
| Fornaciari 13’ Salati 28’ Fornasaris 56’ | Marcatori |  |

### Girone di ritorno
| Arbitro: | Baracchi (Firenze) |

|                                                                      |           |  |
| Fornasaris 21’, 31’ Salati 26’ Lionnard 73’, 77’ Fornasaris 75’, 83’ | Marcatori |  |

| Arbitro: | Pasinato (Venezia) |

|                                    |           |  |
| Galli 41’ Torti 81’ Galimberti 88’ | Marcatori |  |

| Arbitro: | De Benedictis (Padova) |

|             |           |  |
| Lionnard 4’ | Marcatori |  |

| Legnano 7 febbraio 1937 19ª giornata | Legnano             | 0 – 0 | Reggiana | Campo di Via Pisacane\| Arbitro: \| Pennacchi (Trieste) \| |
| Arbitro:                             | Pennacchi (Trieste) |       |          |                                                            |

| Arbitro: | Gianni (Lucca) |

|                                   |           |                                               |
| Borsani 76’ (aut.) A. Benelli 83’ | Marcatori | 52’ Crola 65’ (aut.) Colombi 68’, 75’ Checchi |

| Arbitro: | Tagliapietra (Padova) |

|           |           |                               |
| Colli 84’ | Marcatori | 27’ A. Benelli 75’ Fornasaris |

| Arbitro: | Pecchiura (Torino) |

|                     |           |                |
| Palma 60’, 70’, 77’ | Marcatori | 22’ A. Benelli |

| Arbitro: | Barbieri (Sestri Levante) |

|             |           |                                             |
| Lanzone 40’ | Marcatori | 22’, 57’ Cabiati 30’ Arienti II 87’ Marelli |

| Arbitro: | Garzena (Voghera) |

|                            |           |  |
| Chiesa 10’ Rossetti II 25’ | Marcatori |  |

| Arbitro: | Capitanio (Venezia) |

|               |           |  |
| Fornasaris 6’ | Marcatori |  |

| Arbitro: | Cardinali (Milano) |

|                           |           |                                   |
| Gatti 4’ Biraghi 75’, 80’ | Marcatori | 50’ G. Benelli 82’ (aut.) Bacchio |

| Arbitro: | Ferrari (Vicenza) |

|                          |           |               |
| Fornasaris 36’, 42’, 67’ | Marcatori | 53’ Tremolada |

| Arbitro: | Osti (Ferrara) |

|  |           |                                                       |
|  | Marcatori | 42’ Salati 65’ Mazzotti 76’ G. Benelli 85’ Fornasaris |

| Arbitro: | Barnabei (Genova) |

|                     |           |                 |
| Fornasaris 18’, 30’ | Marcatori | 42’, 82’ Grassi |

| Arbitro: | Pennacchi (Trieste) |

|                            |           |                |
| Clerici 2’, 12’ Minoia 40’ | Marcatori | 35’ Fornasaris |